# Epitonium perlucidum
Epitonium perlucidum is een slakkensoort uit de familie van de Epitoniidae. De wetenschappelijke naam van de soort is voor het eerst geldig gepubliceerd in 1943 door Jousseaume.